# Abraham Lucas
Abraham Lucas (Everett, 25 ottobre 1998) è un giocatore di football americano statunitense che milita nel ruolo di offensive tackle per i Seattle Seahawks della National Football League (NFL).

## Carriera universitaria
Lucas passò la prima stagione alla Washington State University come redshirt, poteva cioè allenarsi con la squadra ma non scendere in campo. L’anno seguente fu nominato tackle destro titolare. Iniziò come partente tutte le 13 gare di Washington State, venendo inserito nella seconda formazione ideale dellaPac-12 Conference e premiato come freshman All-American da USA Today. L’anno seguente rimase titolare, venendo di nuovo inserito nella seconda formazione ideale della Pac-12. Nella stagione 2020, accorciata per la pandemia di COVID-19, partì come titolare in tutte le 4 gare dei Cougars, venendo inserito nella formazione ideale della Pac-12 dall’ Associated Press. Lucas considerò di rendersi eleggibile per il Draft NFL 2021 ma alla fine decise di rimanere al college per una quinta stagione.  Nell’ultimo anno fu di nuovo inserito nella formazione ideale della Pac-12.

## Carriera professionistica
Lucas fu scelto nel corso del terzo giro (72º assoluto) del Draft NFL 2022 dai Seattle Seahawks. Debuttò come professionista partendo come titolare nel Monday Night Football del primo turno vinto contro i Denver Broncos. La sua stagione da rookie si concluse con 14 presenze, tutte come partente. Nell'annata successiva, a causa degli infortuni, riuscì a disputare solamente sei partite, tutte come titolare.
Dopo una lunga assenza, Lucas tornò in campo partendo come titolare nella gara della settimana 11 della stagione 2024, vinta in trasferta contro i San Francisco 49ers. Da quel momento disputó come partente tutte le gare rimanenti della stagione, chiusa con 7 presenze.